# Kiến lửa

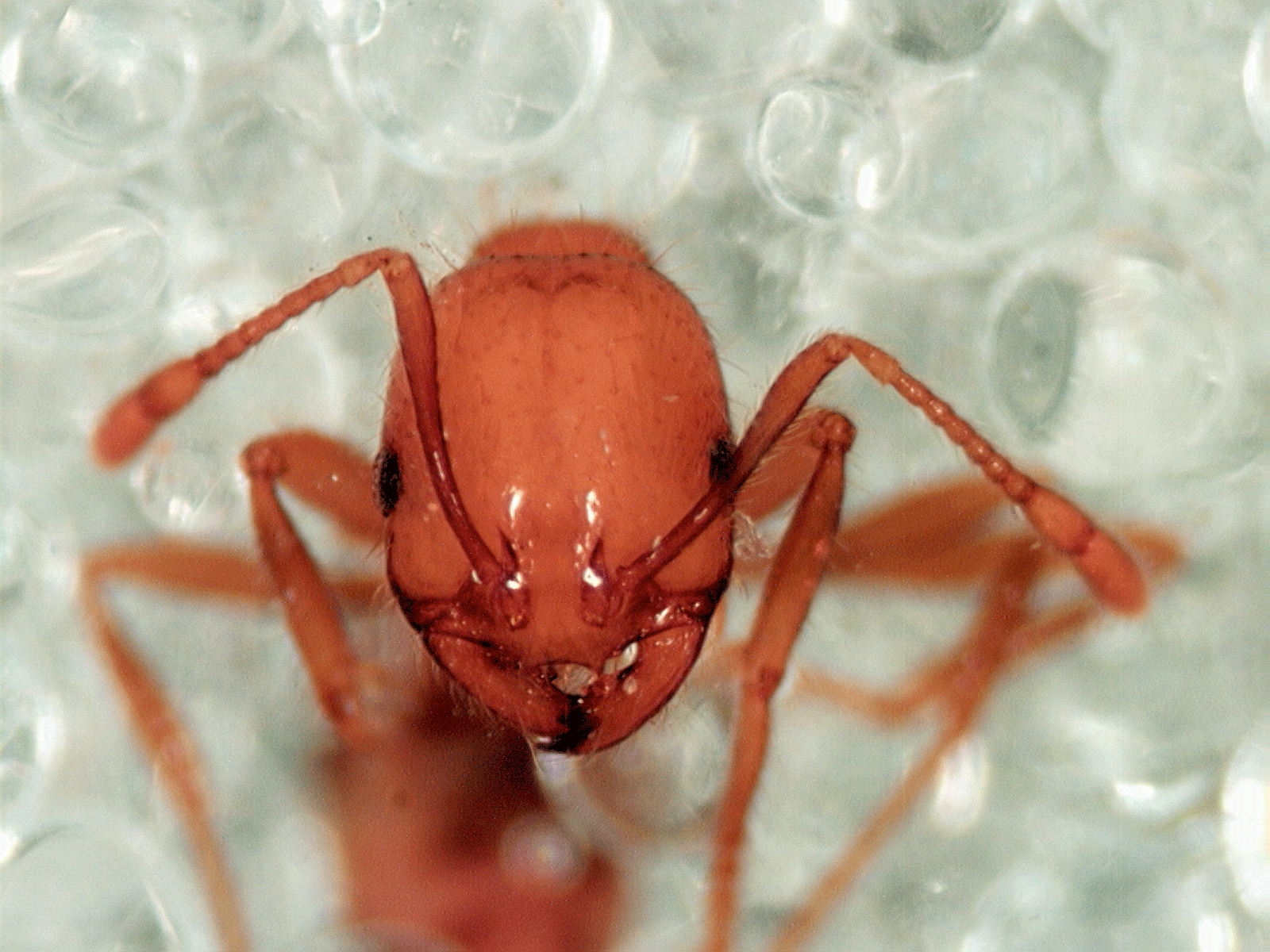
Một con kiến lửa

Một vài con kiến lửa phổ biến

Kiến lửa là tên gọi chỉ chung cho nhiều loài kiến trong chi kiến Solenopsis (điển hình là loài kiến lửa đỏ). Kiến lửa là những con kiến nhỏ màu vàng đỏ như lửa, hay đốt và đốt đau. Nếu bị gây hấn, chúng phản ứng rất dữ dội và có thể chích rất đau, tạo mụn mủ sau khoảng 48 giờ. Loài kiến này là loài dịch hại chính trong nông nghiệp và ở các khu đô thị, phá hoại mùa màng và tấn công các khu dân cư cả trong nhà và ngoài trời.

## Đặc điểm chung
Đầu và thân có màu đồng hoặc nâu, bụng màu tối hơn. Kiến chúa dài 15mm. Kiến thợ dài 3–6mm. Solenopsis có râu hai nhánh rất đặc biệt, thường nhìn thấy ở phía trước kiến cái sinh sản. Sau khi làm thành đàn trong tổ và giao phối, kiến chúa tìm một nơi thích hợp để đẻ trứng. Khi đó, nó có thể đẻ đến 125 quả trứng vào cuối mùa xuân. Thức ăn của kiến thợ bao gồm xác động vật chết, kể cả côn trùng, giun đất và động vật có xương sống. Vị trí của tổ có thể được xác định bởi sự xuất hiện của các đống đất cao 40 cm hoặc cạnh các vật nằm trên mặt đất chẳng hạn như khúc gỗ.

## Tấn công người
Với chỉ một vết cắn của kiến lửa có thể không gây đau đớn đáng kể nhưng hai mươi vết cắn của kiến lửa chắc chắn sẽ khiến nạn nhân có những cơn đau cực kỳ khó chịu. Độc tố được tiết ra từ kiến lửa rất độc hại, nó có thể gây đau đớn kịch liệt và dẫn đến cái chết nếu đủ liều.
Kiến lửa rất nhiều ở Việt Nam, vết đốt của kiến lửa không gây nguy hiểm đến tính mạng, nhưng cảm giác nhói buốt dai dẳng thật sự là một điều rất kinh khủng. Nọc của một số loài kiến lửa có thể gây ra những triệu chứng như chóng mặt, hoa mắt, thở gấp hay sốc, phụ thuộc vào hệ miễn dịch của người bị đốt. Nếu vết cắn bị rộp thì không được chọc vỡ mà phải lấy miếng gạc đặt nhẹ lên vì nếu vết rộp vỡ có thể dẫn tới nhiễm trùng.